# 連帯 (ロシア)
連帯（Солидарность）とは、2008年12月13日に結成されたロシアの政治組織、民主派政党の連合体。
ガルリ・カスパロフ、ボリス・ネムツォフ、ミハイル・カシヤノフといったロシアの民主派著名人のほか、右派勢力同盟、ヤブロコ、人民民主連合といった民主派政党がこの組織に加わっている。
この組織は、強権化や統制を強めるウラジーミル・プーチン政権に対抗するため設立された。